# Пеганово (Бердюзький район)
Пега́ново (рос. Пеганово) — село у складі Бердюзького району Тюменської області, Росія.
Населення — 754 особи (2010, 891 у 2002).
Національний склад станом на 2002 рік:
- росіяни — 96 %